# Paasij
PaasIJ is een bier van Brouwerij 't IJ te Amsterdam. Het is een seizoensbier dat alleen in de lente gebrouwen wordt en de rest van het jaar niet beschikbaar is. PaasIJ is een lentebok, een fris blond bovengistend bier met een fruitige zachte smaak. 